# Diócesis de Caltanissetta
La diócesis de Caltanissetta (en latín: Dioecesis Calatanisiadensis y en italiano: Diocesi di Caltanissetta) es una circunscripción eclesiástica de la Iglesia católica en Italia. Se trata de una diócesis latina, sufragánea de la arquidiócesis de Agrigento. Desde el 2 de agosto de 2003 su obispo es Mario Russotto.

## Territorio y organización

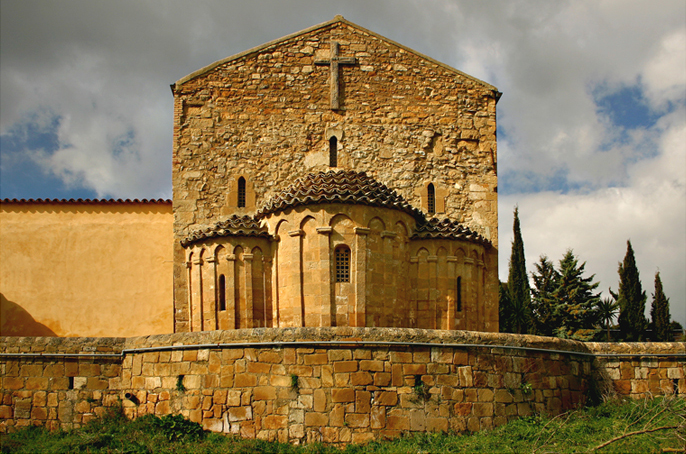
Abadía del Espíritu Santo, en Caltanissetta

La diócesis tiene 1121 km² y extiende su jurisdicción sobre los fieles católicos de rito latino residentes en parte de la región de Sicilia, comprendiendo: 17 de las 22 comunas del consorcio comunal libre de Caltanissetta (que en 2015 remplazó a la abolida provincia de Caltanissetta): Caltanissetta, Acquaviva Platani, Bompensiere, Campofranco, Delia, Marianopoli, Milena, Montedoro, Mussomeli, Resuttano (una parte de la cual forma un enclave dentro de la diócesis de Cefalú), San Cataldo, Santa Caterina Villarmosa, Serradifalco, Sommatino, Sutera, Vallelunga Pratameno y Villalba. Y la comuna de Calascibetta que pertenece al consorcio comunal libre de Enna (que en 2015 remplazó a la abolida provincia de Enna) y que conforma un enclave rodeado por las diócesis de Cefalú, Piazza Armerina y Nicosia.

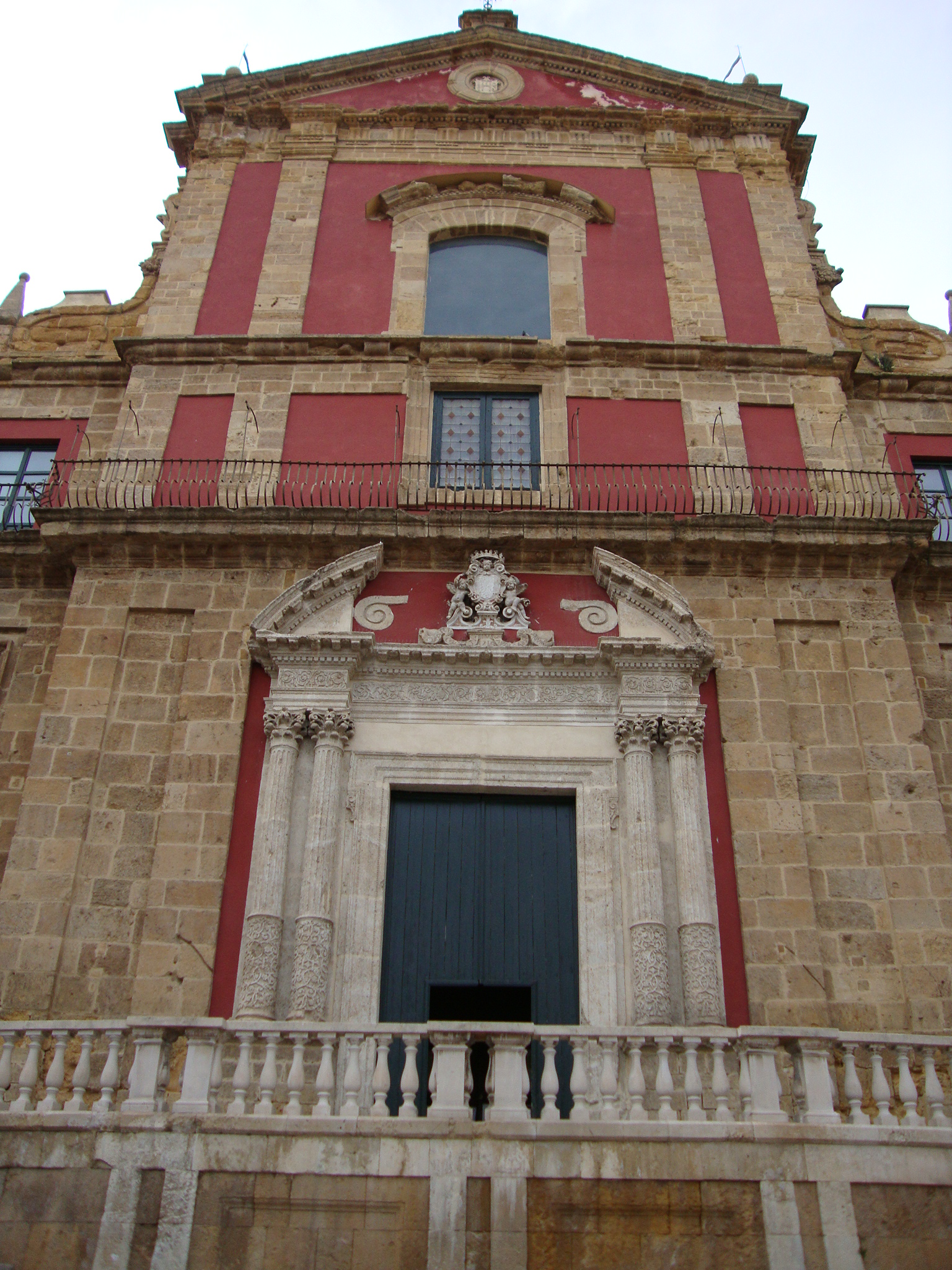
Iglesia de Santa Ágata en el Colegio, en Caltanissetta

La sede de la diócesis se encuentra en la ciudad de Caltanissetta, en donde se halla la Catedral de Santa María la Nueva.
En 2021 en la diócesis existían 69 parroquias agrupadas en 4 vicariatos: 
- el vicariato de Caltanissetta comprende sola ciudad episcopal con sus 24 parroquias;
- el vicariato de San Cataldo comprende las comunas de San Cataldo, Delia, Montedoro, Serradifalco y Sommatino;
- el vicariato de Mussomeli comprende las comunas de Mussomeli, Acquaviva Platani, Bompensiere, Campofranco, Milena, Sutera, Vallelunga Pratameno y Villalba;
- el vicariato de Calascibetta las comunas de Calascibetta, Marianopoli, Resuttano y Santa Caterina Villarmosa.

## Historia
El nacimiento de la diócesis de Caltanissetta se inscribió en el proyecto de ampliación de las diócesis sicilianas para favorecer la cura pastoral de la población, decidido por el parlamento de Sicilia y presentado al rey Fernando III el 5 de abril de 1778. El proceso de fundación de nuevas diócesis fue interrumpido durante la Revolución francesa y reanudado por el parlamento siciliano el 24 de marzo de 1802, lo que llevó al nacimiento de las diócesis de Caltagirone (1816), Piazza Armerina y Nicosia (1817).
En 1819 Caltanissetta se convirtió en la capital provincial. Al año siguiente, el diputado Nisseno Giuseppe Cinnarella presentó oficialmente al parlamento niseno la solicitud de erigir su ciudad en sede episcopal. En diciembre de 1822 se presentó una petición al rey Fernando I, solicitud que se basaba en el artículo 3 del concordato de 1818, que preveía un aumento de las diócesis sicilianas, y en la necesidad, por razones pastorales, de dividir la diócesis de Agrigento. Así se inició el proceso de fundación de la nueva diócesis, con el consentimiento del obispo de Agrigento, Pietro Maria D'Agostino. Sin embargo, los obstáculos burocráticos y la obligación de garantizar los fondos necesarios para el mantenimiento de las estructuras diocesanas retrasaron la decisión final un par de décadas.
La diócesis de Caltanissetta fue erigida el 25 de mayo de 1844 mediante la bula Ecclesiae universalis del papa Gregorio XVI. El territorio fue tomado en gran parte de la diócesis de Agrigento, mientras que Vallelunga Pratameno fue separada de la diócesis de Cefalú y Resuttano y Marianopoli fueron tomadas de la diócesis de Nicosia.
Fue el obispo Giovanni Battista Guttadauro de Reburdone quien dejó una huella indeleble en la diócesis, gobernándola durante casi medio siglo. Fundó el seminario diocesano y la Academia de Santo Tomás de Aquino para la formación del clero. Por una parte, fomentó la piedad popular, con las iniciativas de los meses marianos de mayo y octubre y la devoción eucarística, por otra se ocupó de cuestiones sociales, en línea con el magisterio del papa León XIII. Durante el Concilio Vaticano I se puso del lado de los antiinfalibilistas, pero más tarde se adhirió al dogma de la infalibilidad papal.
Su sucesor, Ignazio Zuccaro (1896-1906), fue acusado falsamente ante la Santa Sede y, después de una investigación realizada por el visitador apostólico Ernesto Bresciani, fue relevado de su cargo episcopal y obligado a dimitir. Le sucedió Antonio Augusto Intreccialagli (1907-1914), quien demostró que las acusaciones eran falsas y el juicio dado por el visitador apostólico era superficial. Durante el episcopado de Giovanni Jacono, en 1943, se fundó la Democracia Cristiana en Caltanissetta.
También fue importante la figura de Alfredo Maria Garsia (1973-2003), quien se dedicó en particular a la defensa de la dignidad humana. Fundó el Instituto teológico “Mons. Guttadauro” para la formación de los futuros sacerdotes y el Instituto de Ciencias Religiosas “Sant’Agostino” para los laicos. Fue durante su episcopado que se celebró el primer sínodo diocesano en 1989.
El reconocimiento civil de la diócesis se produjo mediante decreto del Ministerio del Interior de 24 de febrero de 1987, publicado en el suplemento de la Gaceta Oficial de 18 de marzo de 1987.
En 1993 la diócesis recibió la visita pastoral del papa Juan Pablo II.
Desde 2022 la diócesis de Caltanissetta colabora con el proyecto del "Primer Parque Mundial del Estilo de Vida Mediterráneo".

## Estadísticas
Según el Anuario Pontificio 2022 la diócesis tenía a fines de 2021 un total de 162 214 fieles bautizados.
| Año                                                                             | Población            | Población | Población      | Sacerdotes | Sacerdotes    | Sacerdotes    | Bautizados por sacerdote | Diáconos permanentes | Religiosos | Religiosos | Parroquias |
| Año                                                                             | Bautizados católicos | Total     | % de católicos | Total      | Clero secular | Clero regular | Bautizados por sacerdote | Diáconos permanentes | Varones    | Mujeres    | Parroquias |
| ------------------------------------------------------------------------------- | -------------------- | --------- | -------------- | ---------- | ------------- | ------------- | ------------------------ | -------------------- | ---------- | ---------- | ---------- |
| 1950                                                                            | 184 500              | 185 000   | 99.7           | 177        | 153           | 24            | 1042                     |                      | 40         | 440        | 31         |
| 1959                                                                            | 190 773              | 191 273   | 99.7           | 181        | 147           | 34            | 1053                     |                      | 52         | 475        | 49         |
| 1970                                                                            | 190 000              | 190 800   | 99.6           | 169        | 130           | 39            | 1124                     |                      | 49         | 544        | 61         |
| 1980                                                                            | 158 500              | 159 600   | 99.3           | 180        | 133           | 47            | 880                      |                      | 55         | 420        | 68         |
| 1990                                                                            | 150 700              | 155 370   | 97.0           | 152        | 125           | 27            | 991                      | 1                    | 34         | 319        | 69         |
| 1999                                                                            | 152 300              | 154 044   | 98.9           | 136        | 111           | 25            | 1119                     | 5                    | 28         | 265        | 62         |
| 2000                                                                            | 151 250              | 153 095   | 98.8           | 135        | 111           | 24            | 1120                     | 7                    | 27         | 260        | 62         |
| 2001                                                                            | 151 050              | 153 050   | 98.7           | 125        | 103           | 22            | 1208                     | 7                    | 25         | 255        | 62         |
| 2002                                                                            | 153 000              | 154 044   | 99.3           | 124        | 103           | 21            | 1233                     | 8                    | 24         | 250        | 62         |
| 2003                                                                            | 153 000              | 154 040   | 99.3           | 125        | 104           | 21            | 1224                     | 8                    | 23         | 180        | 56         |
| 2004                                                                            | 153 000              | 154 050   | 99.3           | 125        | 105           | 20            | 1224                     | 8                    | 22         | 172        | 56         |
| 2006                                                                            | 150 500              | 151 818   | 99.1           | 124        | 108           | 16            | 1213                     | 8                    | 18         | 166        | 56         |
| 2013                                                                            | 164 000              | 166 874   | 98.3           | ?          | 13            | ?             | ?                        | 13                   | 23         | 219        | 57         |
| 2016                                                                            | 166 700              | 167 500   | 99.5           | 121        | 102           | 19            | 1377                     | 14                   | 38         | 202        | 69         |
| 2019                                                                            | 164 200              | 166 000   | 98.9           | 115        | 104           | 11            | 1427                     | 12                   | 19         | 185        | 69         |
| 2021                                                                            | 162 214              | 163 614   | 99.1           | 110        | 95            | 15            | 1474                     | 14                   | 25         | 147        | 69         |
| Fuente: Catholic-Hierarchy, que a su vez toma los datos del Anuario Pontificio. |                      |           |                |            |               |               |                          |                      |            |            |            |

### Vida consagrada
Entre las comunidades religiosas presentes en Caltanissetta se encuentran: la Orden de los Hermanos Menores Conventuales (franciscanos conventuales), las Hermanas Mercedarias del Santísimo Sacramento y las Hermanas de las Divinas Vocaciones.

## Episcopologio

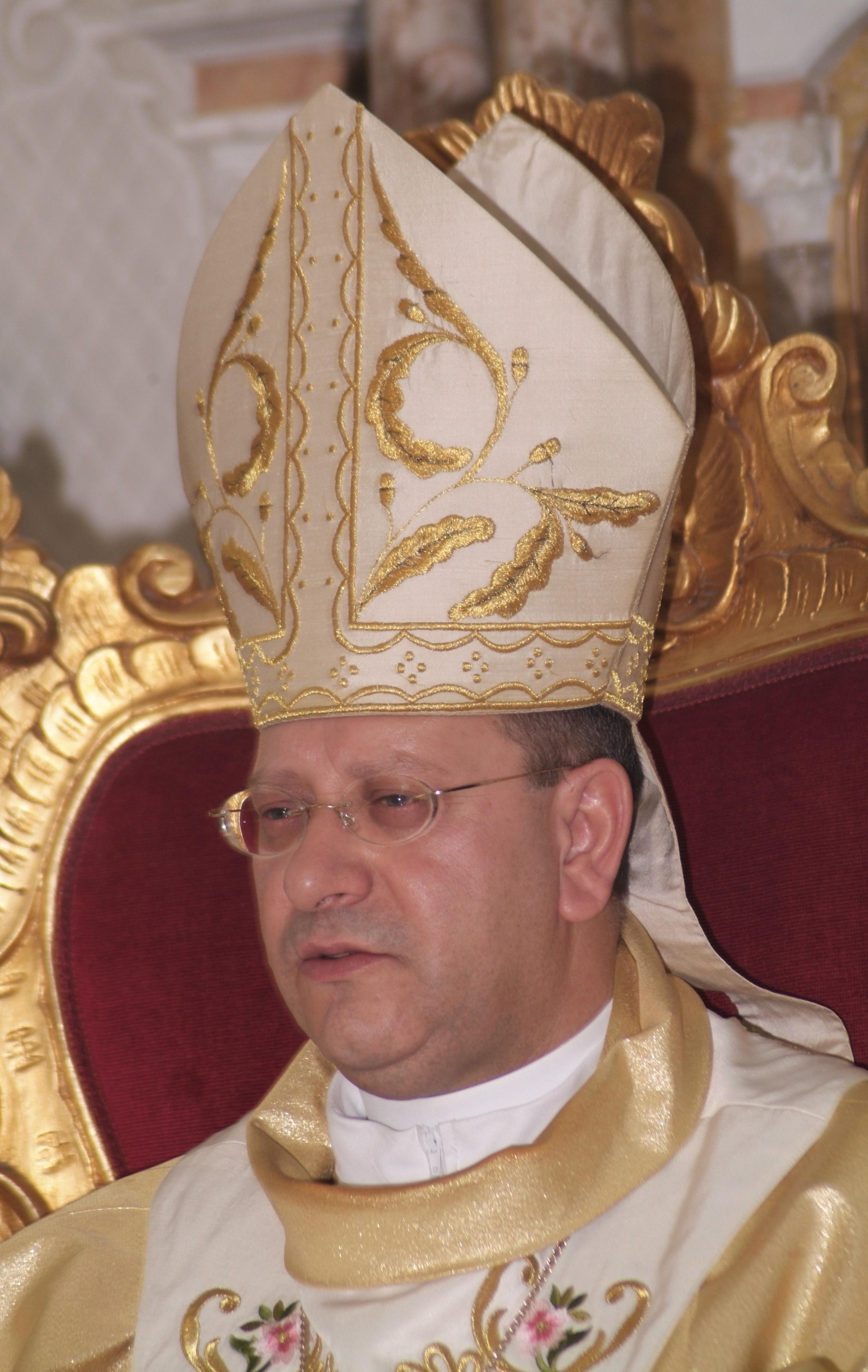
Mario Russotto ocupa la sede de Caltanissetta desde el año 2003

- Antonino Maria Stromillo, C.R. † (20 de enero de 1845-7 de enero de 1858 falleció)[9]
- Giovanni Battista Guttadauro di Reburdone † (23 de diciembre de 1858-26 de abril de 1896 falleció)
- Ignazio Zuccaro † (22 de junio de 1896-30 de abril de 1906 renunció[nota 1])
- Antonio Augusto Intreccialagli, O.C.D. † (24 de julio de 1907-16 de marzo de 1914 nombrado arzobispo coadjutor de Monreale[nota 2])
  - Sede vacante (1914-1921)
- Giovanni Jacono † (18 de marzo de 1921-2 de octubre de 1956 renunció[nota 3])
- Francesco Monaco † (2 de octubre de 1956 por sucesión-21 de diciembre de 1973 retirado)
- Alfredo Maria Garsia † (21 de diciembre de 1973-2 de agosto de 2003 retirado)
- Mario Russotto, desde el 2 de agosto de 2003